# سن-ژوزف-دو-سورل، کبک
سن-ژوزف-دو-سورل (به فرانسوی: Saint-Joseph-de-Sorel) شهرکی در منطقه شهری پیر-دو-سورل ناحیه مونترژی در استان کبک کانادا است. در سرشماری سال ۲۰۱۱ این شهرک ۱٬۸۵۰ نفر جمعیت داشته‌است و مساحت آن ۱٫۴ کیلومتر مربع است.